# Rally van Monte Carlo 2008
De Rally van Monte Carlo 2008, formeel 76ème Rallye Automobile de Monte-Carlo, was de 76e editie van de Rally van Monte Carlo en de eerste ronde van het wereldkampioenschap rally in 2008. Het was de 440e rally in het wereldkampioenschap rally die georganiseerd wordt door de Fédération Internationale de l'Automobile (FIA). De start was in Valence en de finish in Monte Carlo.

## Programma
| Etappe | Datum                | Klassementsproeven | Competitieve afstand |
| ------ | -------------------- | ------------------ | -------------------- |
| 1      | Donderdag 24 januari | 2                  | 45,70 kilometer      |
| 2      | Vrijdag 25 januari   | 6                  | 116,96 kilometer     |
| 3      | Zaterdag 26 januari  | 6                  | 132,78 kilometer     |
| 4      | Zondag 27 januari    | 5                  | 69,65 kilometer      |
|        |                      |                    |                      |
| Totaal | Totaal               | 19                 | 365,09 kilometer     |

## Resultaten
| Algemene top tien | Algemene top tien | Algemene top tien    | Algemene top tien                  | Algemene top tien | Algemene top tien | Algemene top tien | Algemene top tien |
| Pos.              | #                 | Rijder               | Auto                               | Gr/kl             | Tijd              | Eerste            | Punten            |
| Pos.              | #                 | Navigator            | Inschrijving                       | C                 | Straftijd         | Vorige            | Punten            |
| ----------------- | ----------------- | -------------------- | ---------------------------------- | ----------------- | ----------------- | ----------------- | ----------------- |
| 1.                | 1                 | Sébastien Loeb       | Citroën C4 WRC                     | A8                | 3:39:17,0         | 0:00              | 10                |
| 1.                | 1                 | Daniel Elena         | Citroën Total WRT                  | C                 |                   | =                 | 10                |
| 2.                | 2                 | Mikko Hirvonen       | Ford Focus RS WRC 07               | A8                | 3:41:51,4         | + 2:34,4          | 8                 |
| 2.                | 2                 | Jarmo Lehtinen       | BP Ford Abu Dhabi World Rally Team | C                 |                   | + 2:34,4          | 8                 |
| 3.                | 6                 | Chris Atkinson       | Subaru Impreza S12B WRC 07         | A8                | 3:42:15,6         | + 2:58,6          | 6                 |
| 3.                | 6                 | Stéphane Prévot      | Subaru World Rally Team            | C                 |                   | + 24,2            | 6                 |
| 4.                | 8                 | François Duval       | Ford Focus RS WRC 07               | A8                | 3:42:16,7         | + 2:59,7          | 5                 |
| 4.                | 8                 | Eddy Chevaillier     | Stobart VK Ford Rally Team         | C                 |                   | + 1,1             | 5                 |
| 5.                | 5                 | Petter Solberg       | Subaru Impreza S12B WRC 07         | A8                | 3:43:57,9         | + 4:40,9          | 4                 |
| 5.                | 5                 | Phil Mills           | Subaru World Rally Team            | C                 |                   | + 1:41,2          | 4                 |
| 6.                | 7                 | Gigi Galli           | Ford Focus RS WRC 07               | A8                | 3:48:03,5         | + 8:46,5          | 3                 |
| 6.                | 7                 | Giovanni Bernacchini | Stobart VK Ford Rally Team         | C                 |                   | + 4:05,6          | 3                 |
| 7.                | 18                | Jean-Marie Cuoq      | Peugeot 307 WRC                    | A8                | 3:49:41,8         | + 10:24,8         | 2                 |
| 7.                | 18                | Philippe Janvier     | Jean-Marie Cuoq                    | A8                |                   | + 1:38,3          | 2                 |
| 8.                | 12                | Per-Gunnar Andersson | Suzuki SX4 WRC                     | A8                | 3:50:36,5         | + 11:19,5         | 1                 |
| 8.                | 12                | Jonas Andersson      | Suzuki World Rally Team            | C                 | 0:40              | + 54,7            | 1                 |
| 9.                | 14                | Henning Solberg      | Ford Focus RS WRC 07               | A8                | 3:52:00,6         | + 12:43,6         |                   |
| 9.                | 14                | Cato Menkerud        | Stobart VK Ford Rally Team         | A8                |                   | + 1:24,1          |                   |
| 10.               | 16                | Matthew Wilson       | Ford Focus RS WRC 07               | A8                | 3:53:17,1         | + 14:00,1         |                   |
| 10.               | 16                | Scott Martin         | Stobart VK Ford Rally Team         | A8                |                   | + 1:16,5          |                   |
| DNF top tien      |                   |                      |                                    |                   |                   |                   |                   |
| Pos.              | #                 | Rijder               | Auto                               | Gr/kl             | KP                | Reden             | Reden             |
| Pos.              | #                 | Navigator            | Inschrijving                       | C                 | KP                | Reden             | Reden             |
| DNF               | 11                | Toni Gardemeister    | Suzuki SX4 WRC                     | A8                | 15                | Motor             | Motor             |
| DNF               | 11                | Tomi Tuominen        | Suzuki World Rally Team            | C                 | 15                | Motor             | Motor             |
| DNF               | 20                | Conrad Rautenbach    | Citroën Xsara WRC                  | A8                | 19                | Ongeluk           | Ongeluk           |
| DNF               | 20                | David Senior         | Conrad Rautenbach                  | A8                | 19                | Ongeluk           | Ongeluk           |
| DNF               | 61                | Frédéric Romeyer     | Peugeot 206 WRC                    | A8                | 16                | Mechanisch        | Mechanisch        |
| DNF               | 61                | Thomas Fournel       | Frédéric Romeyer                   | A8                | 16                | Mechanisch        | Mechanisch        |
| DNF               | 64                | Ricardo Errani       | Škoda Octavia WRC                  | A8                | 16                | Mechanisch        | Mechanisch        |
| DNF               | 64                | Stefano Casadio      | Ricardo Errani                     | A8                | 16                | Mechanisch        | Mechanisch        |
| DNF               | 65                | Laurent Carbonaro    | Peugeot 307 WRC                    | A8                | 16                | Mechanisch        | Mechanisch        |
| DNF               | 65                | Marc-Emilien Choudey | Laurent Carbonaro                  | A8                | 16                | Mechanisch        | Mechanisch        |
| DNF               | 66                | Frédéric Combe       | Renault Clio Sport                 | A7                | 15                | Mechanisch        | Mechanisch        |
| DNF               | 66                | Hubert Brun          | Frédéric Combe                     | A7                | 15                | Mechanisch        | Mechanisch        |
| DNF               | 67                | Marc Dessi           | Renault Clio Sport                 | A7                | 10                | Ongeluk           | Ongeluk           |
| DNF               | 67                | Michel Fieschi       | Les Casinos de Monte Carlo         | A7                | 10                | Ongeluk           | Ongeluk           |
| DNF               | 74                | Gerri Pranzoni       | Renault Clio R3                    | A7                | 5                 | Mechanisch        | Mechanisch        |
| DNF               | 74                | Maura Vaccari        | Gerri Pranzoni                     | A7                | 5                 | Mechanisch        | Mechanisch        |
| DNF               | 76                | Andrea Pannico       | Peugeot 206 RC                     | A7                | 18                | Mechanisch        | Mechanisch        |
| DNF               | 76                | Nicola Renner        | Andrea Pannico                     | A7                | 18                | Mechanisch        | Mechanisch        |
| DNF               | 78                | Alex Raschi          | Renault Clio R3                    | A7                | 10                | Ongeluk           | Ongeluk           |
| DNF               | 78                | Patrizia Boero       | Alex Raschi                        | A7                | 10                | Ongeluk           | Ongeluk           |

## Statistieken

#### Klassementsproeven
| Etappe | Datum      | KP | Starttijd | Naam                                    | Lengte   | Snelste rijder                | Tijd    | Gem. snelheid | Rallyleider    |
| ------ | ---------- | -- | --------- | --------------------------------------- | -------- | ----------------------------- | ------- | ------------- | -------------- |
| 1      | 24 januari | 1  | 18:46     | Saint-Jean-en-Royans - Col de La Chau   | 28,12 km | Daniel Sordo                  | 14:08,9 | 119,25 km/u   | Daniel Sordo   |
| 1      | 24 januari | 2  | 19:36     | La Cime du Mas - Col de Gaudissart      | 17,58 km | Sébastien Loeb                | 9:25,7  | 111,88 km/u   | Sébastien Loeb |
|        |            |    |           |                                         |          |                               |         |               | Sébastien Loeb |
| 2      | 25 januari | 3  | 8:24      | Saint Pierreville - Col de la Fayolle 1 | 29,52 km | Sébastien Loeb                | 18:54,4 | 93,68 km/u    | Sébastien Loeb |
| 2      | 25 januari | 4  | 10:02     | Burzet - Lachamp Raphael 1              | 16,30 km | Daniel Sordo                  | 9:37,1  | 101,68 km/u   | Sébastien Loeb |
| 2      | 25 januari | 5  | 10:48     | Saint Martial - Le Chambon - Beleac 1   | 12,66 km | Sébastien Loeb                | 8:06,2  | 93,74 km/u    | Sébastien Loeb |
| 2      | 25 januari | 6  | 14:51     | Saint Pierreville - Col de la Fayolle 2 | 29,52 km | Sébastien Loeb                | 18:41,8 | 94,73 km/u    | Sébastien Loeb |
| 2      | 25 januari | 7  | 16:29     | Burzet - Lachamp Raphael 2              | 16,30 km | Sébastien Loeb                | 9:40,7  | 101,05 km/u   | Sébastien Loeb |
| 2      | 25 januari | 8  | 17:15     | Saint Martial - Le Chambon - Beleac 2   | 12,66 km | Sébastien Loeb                | 8:03,6  | 94,24 km/u    | Sébastien Loeb |
|        |            |    |           |                                         |          |                               |         |               | Sébastien Loeb |
| 3      | 26 januari | 9  | 7:31      | Labatie d'Andaure - Lalouvesc 1         | 19,37 km | Daniel Sordo                  | 11:18,1 | 102,83 km/u   | Sébastien Loeb |
| 3      | 26 januari | 10 | 8:13      | Saint Bonnet 1                          | 25,36 km | Sébastien Loeb                | 12:39,0 | 120,28 km/u   | Sébastien Loeb |
| 3      | 26 januari | 11 | 9:38      | Lamastre - Gilhoc - Alboussiere 1       | 21,66 km | Sébastien Loeb                | 12:59,8 | 99,99 km/u    | Sébastien Loeb |
| 3      | 26 januari | 12 | 12:52     | Labatie d'Andaure - Lalouvesc 2         | 19,37 km | Sébastien Loeb                | 11:12,0 | 103,77 km/u   | Sébastien Loeb |
| 3      | 26 januari | 13 | 13:34     | Saint Bonnet 2                          | 25,36 km | Chris Atkinson                | 12:23,9 | 122,73 km/u   | Sébastien Loeb |
| 3      | 26 januari | 14 | 14:59     | Lamastre - Gilhoc - Alboussiere 1       | 21,66 km | Sébastien Loeb                | 13:08,4 | 98,90 km/u    | Sébastien Loeb |
|        |            |    |           |                                         |          |                               |         |               | Sébastien Loeb |
| 4      | 27 januari | 15 | 9:15      | La Bollène Vésubie - Moulinet 1         | 22,68 km | François Duval                | 15:48,6 | 86,07 km/u    | Sébastien Loeb |
| 4      | 27 januari | 16 | 11:08     | Lucéram - Loda                          | 15,34 km | Daniel Sordo                  | 10:51,7 | 84,74 km/u    | Sébastien Loeb |
| 4      | 27 januari | 17 | 11:51     | La Bollène Vésubie - Moulinet 2         | 22,68 km | François Duval                | 15:27,7 | 88,01 km/u    | Sébastien Loeb |
| 4      | 27 januari | 18 | 13:09     | Lucéram - Col de Portes                 | 6,25 km  | François Duval                | 4:24,4  | 85,10 km/u    | Sébastien Loeb |
| 4      | 27 januari | 19 | 15:10     | Monaco Circuit                          | 2,70 km  | Chris Atkinson François Duval | 1:40,7  | 96,52 km/u    | Sébastien Loeb |

| KP overwinningen | KP overwinningen |
| Rijder           | Aantal           |
| ---------------- | ---------------- |
| Sébastien Loeb   | 10               |
| François Duval   | 4                |
| Daniel Sordo     | 4                |
| Chris Atkinson   | 2                |

## Kampioenschap standen

#### Rijders
| Pos. | Rijder         | Pnt. |
| ---- | -------------- | ---- |
| 1    | Sébastien Loeb | 10   |
| 2    | Mikko Hirvonen | 8    |
| 3    | Chris Atkinson | 6    |
| 4    | François Duval | 5    |
| 5    | Petter Solberg | 4    |

#### Constructeurs
| Pos. | Constructeur                       | Pnt. |
| ---- | ---------------------------------- | ---- |
| 1    | Citroën Total WRT                  | 11   |
| 2    | Subaru World Rally Team            | 10   |
| 3    | BP Ford Abu Dhabi World Rally Team | 8    |
| 4    | Stobart VK Ford Rally Team         | 8    |
| 5    | Suzuki World Rally Team            | 2    |

- Noot: Enkel de top 5-posities worden in beide standen weergegeven.